# Lista de prefeitos de Rondonópolis
Esta é a lista de prefeitos do município de Rondonópolis, estado brasileiro de Mato Grosso.
O prédio da prefeitura chama-se Palácio da Cidadania Cândido Borges Leal Junior.
Legenda
| cor    | significado                                                                                                   |
| verde  | Mandatários eleitos por votação direta                                                                        |
| marrom | Vice-prefeitos que assumiram após renúncia, cassação ou falecimento do titular                                |
| azul   | Mandatários eleitos por votação indireta ou que assumiram na qualidade de representantes do Poder Legislativo |
| bege   | Mandatários nomeados diretamente pelo governo central em épocas de convulsão político-social                  |

| Nº                                                 | Nome                                                                          | Imagem                | Partido                                          | Início do mandato       | Fim do mandato                          | Observações |
| Quarta República (1945–1964)                       |                                                                               |                       |                                                  |                         |                                         | |
| 1                                                  | Rosalvo Fernandes Faria                                                       |                       | União Democrática Nacional UDN                   | 10 de dezembro de 1953  | 31 de janeiro de 1954                   | Prefeito nomeado pelo Governador do Estado |
| 2                                                  | Daniel Martins de Moura (Porto Nacional, 1906– Rondonópolis, 15.04.1996)      |                       | Partido Social Democrático PSD                   | 30 de janeiro de 1954   | 31 de janeiro de 1958                   | 1º Prefeito eleito (emprestou seu nome a uma escola da cidade). |
| 3                                                  | Luthero Lopes                                                                 |                       | Partido Social Democrático PSD                   | 31 de janeiro de 1958   | 30 de janeiro de 1962                   | Prefeito eleito em sufrágio universal (emprestou seu nome ao estádio municipal).                                                                                                 |
| 4                                                  | Sátiro Pohoi Moreira de Castilho                                              |                       | União Democrática Nacional UDN                   | 31 de janeiro de 1962   | 30 de janeiro de 1966                   | Prefeito eleito em sufrágio universal |
| Quinta República (1964–1985)                       |                                                                               |                       |                                                  |                         |                                         | |
| 5                                                  | Hélio Cavalcante Garcia (Cáceres, 1932– São Paulo, 11.11.2021)                |                       | Partido Social Democrático PSD                   | 31 de janeiro de 1966   | 30 de janeiro de 1970                   | Prefeito eleito em sufrágio universal em eleições de 15.01.1966 |
| 6                                                  | Zanete Ferreira Cardinal (Bossoroca, 23.01.1940–)                             |                       | Aliança Renovadora Nacional ARENA                | 31 de janeiro de 1970   | 30 de janeiro de 1973                   | Prefeito eleito em sufrágio universal |
| 7                                                  | Cândido Borges Leal Junior                                                    |                       | Aliança Renovadora Nacional ARENA                | 31 de janeiro de 1973   | 31 de janeiro de 1977                   | Prefeito eleito em sufrágio universal |
| 8                                                  | Walter de Souza Ulisséia                                                      |                       | Movimento Democrático Brasileiro MDB             | 1° de fevereiro de 1977 | 31 de janeiro de 1983                   | Prefeito eleito em sufrágio universal |
| Sexta República, ou Nova República (1985–presente) |                                                                               |                       |                                                  |                         |                                         | |
| 9                                                  | Carlos Gomes Bezerra (Chapada dos Guimarães, 04.11.1941–)                     |                       | Partido do Movimento Democrático Brasileiro PMDB | 1° de fevereiro de 1983 | 4 de abril de 1986                      | Prefeito eleito, renunciou para disputar e ser eleito Governador em sufrágio universal em 15 de novembro de 1986                                                                 |
| 10                                                 | Fausto de Souza Faria (1944– Porto Alegre, 05.05.2021)                        |                       | Partido do Movimento Democrático Brasileiro PMDB | 5 de abril de 1986      | 31 de dezembro de 1988                  | Vice-prefeito eleito no cargo de Prefeito |
| 11                                                 | Hermínio Barreto (Campo Grande, 25.04.1949– Jaciara, 09.05.2018)              |                       | Partido da Frente Liberal PFL                    | 1º de janeiro de 1989   | 31 de dezembro de 1992                  | Prefeito eleito em sufrágio universal |
| 12                                                 | Carlos Gomes Bezerra (Chapada dos Guimarães, 04.11.1941–)                     |                       | Partido do Movimento Democrático Brasileiro PMDB | 1º de janeiro de 1993   | 28 de março de 1994                     | Prefeito eleito renunciou para disputar e ser eleito Senador em sufrágio universal em 3 de outubro de 1994                                                                       |
| 13                                                 | Rogério Salles (Francisco Beltrão, 18.06.1956–)                               |                       | Partido da Social Democracia Brasileira PSDB     | 29 de março de 1994     | 31 de dezembro de 1996                  | Vice-prefeito eleito no cargo de Prefeito com a renúncia de Carlos Bezerra, e logo depois com a renúncia de Dante de Oliveira assumiu, também, o governo de Mato Grosso em 2002. |
| 14                                                 | Alberto Carvalho de Souza                                                     |                       | Partido do Movimento Democrático Brasileiro PMDB | 1º de janeiro de 1997   | 11 de abril de 1999                     | Prefeito eleito em sufrágio universal renunciou por conta de investigações contra ele                                                                                            |
| 15                                                 | Percival Santos Muniz (Guiratinga, 10.03.1956–)                               |                       | Partido Popular Socialista PPS                   | 10 de abril de 1999     | 31 de dezembro de 2000                  | Vice-prefeito eleito no cargo de Prefeito |
| 15                                                 | Percival Santos Muniz (Guiratinga, 10.03.1956–)                               | 1º de janeiro de 2001 | Partido Popular Socialista PPS                   | 31 de dezembro de 2004  | Prefeito reeleito em sufrágio universal | |
| 16                                                 | Adilton Domingos Sachetti (Nova Veneza, 05.02.1956–)                          |                       | Partido Popular Socialista PPS                   | 1º de janeiro de 2005   | 31 de dezembro de 2008                  | Prefeito eleito em sufrágio universal |
| 17                                                 | José Carlos Junqueira de Araújo, José Carlos do Pátio (Londrina, 06.02.1959–) |                       | Partido do Movimento Democrático Brasileiro PMDB | 1º de janeiro de 2009   | 14 de maio de 2012                      | Prefeito eleito cassado pelo TRE por gastos ilícitos na campanha; mas depois absolvido pelo TSE                                                                                  |
| 18                                                 | Ananias Martins de Souza Filho (Rondonópolis, 15.10.1970–)                    |                       | Partido da República PR                          | 15 de maio de 2012      | 31 de dezembro de 2012                  | Presidente da Câmara Municipal, assumiu a prefeitura após a cassação do titular                                                                                                  |
| 19                                                 | Percival Santos Muniz (Guiratinga, 10.03.1956–)                               |                       | Partido Popular Socialista PPS                   | 1º de janeiro de 2013   | 31 de dezembro de 2016                  | Prefeito eleito em sufrágio universal |
| 20                                                 | José Carlos Junqueira de Araújo, José Carlos do Pátio (Londrina, 06.02.1959–) |                       | Solidariedade SD                                 | 1º de janeiro de 2017   | 31 de dezembro de 2020                  | Prefeito eleito em sufrágio universal |
| 20                                                 | José Carlos Junqueira de Araújo, José Carlos do Pátio (Londrina, 06.02.1959–) | 1º de janeiro de 2021 | Solidariedade SD                                 | 31 de dezembro de 2024  | Prefeito reeleito em sufrágio universal | |
| 21                                                 | Cláudio Ferreira (Rondonópolis, 28.06.1979-)                                  |                       | Partido Liberal PL                               | 1° de janeiro de 2025   | Prefeito em exercício                   | Prefeito eleito em sufrágio universal |